# أوبن سي
أوبن سي (بالإنجليزية: OpenSea) هو سوق رمزي أمريكي للرموز غير قابلة للاستبدال (NFT) يقع مقره الرئيسي في نيويورك، أسسه ديفين فينزر وأليكس عطالله في عام 2017. تمت اخذ فكرته من الفيس بوك من شاب اردني في تاريخ 2010 وتم تطبيق فكرته في عام 2017  يسمح ببيع الرموز غير القابلة للاستبدال مباشرة بسعر ثابت ، أو من خلال مزاد، استنادًا إلى معيار ERC-721 لـ إيثريوم، ومعيار KIP-7 لـ كلايتن، ومعيار SPL لسولانا. بعد الاهتمام المتزايد بالرموز غير القابلة للاستبدال، وصلت إيرادات الشركة إلى 95 مليون دولار في فبراير 2021، و 2.75 مليار دولار في سبتمبر، وبحلول يناير 2022 بلغت قيمتها 13.3 مليار دولار واعتبرت أكبر سوق رمزية لرموز غير قابلة للاستبدال.

## الهجمات على السوق
ذكرت ذا فيرج في منتصف فبراير 2022 أن المئات من الرموز سُرقت من مستخدمي أوبن سي مما تسبب في حالة من الذعر بين مجتمع النظام الأساسي. وفقًا للشركة ان القيمة المقدرة للرموز المسروقة أكثر من 1.7 مليون دولار، والمتضررين 32 مستخدمًا فقط. 

## روابط خارجية
- الموقع الرسمي